# The U-Mix Show
The U-Mix Show ist eine 20-minütige Fernsehsendung, die wöchentlich eine Zusammenfassung der Woche und Interviews mit den Darstellern der Serie Violetta zeigt.

## Moderatoren
Sie wurde in Staffel 1 und 2 von Daniel Martins im Sendegebiet Feed Sur y Pacífico und in Staffel 1 von Roger González im Sendegebiet Feed Norte y Multicountry moderiert. Ignacio Riva Palacio, der ab Staffel 2 bereits im Sendegebiet Feed Norte y Multicountry durch die Sendung führte, ist in Staffel 3 auch der Moderator im Sendegebiet Feed Sur y Pacífico und moderiert somit in ganz Lateinamerika, mit Ausnahme von Brasilien, die Sendung.
In Brasilien wird die Show von Bruno Heder präsentiert. 

## Episoden
| Staffel | Folgen | Erstausstrahlung (Disney Channel Lateinamerika) | Erstausstrahlung (Disney Channel Lateinamerika) | Erstausstrahlung (Disney Channel Spanien) | Erstausstrahlung (Disney Channel Spanien) |
| Staffel | Folgen | von                                             | bis                                             | von                                       | bis                                       |
| ------- | ------ | ----------------------------------------------- | ----------------------------------------------- | ----------------------------------------- | ----------------------------------------- |
| 1       | 18     | 19. Mai 2012                                    | 28. Oktober 2012                                | 18. September 2012                        | 18. Mai 2013                              |
| 2       | 19     | 3. Mai 2013                                     | 12. Oktober 2013                                | 23. September 2013                        |                                           |
| 3       | 10     | 5. Mai 2014                                     | 3. November 2014                                |                                           |                                           |

## Gäste
| Ep. | Gäste                                                                       | Erstausstrahlung |
| --- | --------------------------------------------------------------------------- | ---------------- |
| 1   | Diego Ramos                                                                 | 19. Mai 2012     |
| 2   | Clara Alonso                                                                | 26. Mai 2012     |
| 3   | Pablo Espinosa und Jorge Blanco                                             | 2. Juni 2012     |
| 4   | Mercedes Lambre und Artur Logunov                                           | 9. Juni 2012     |
| 5   | Ezequiel Rodríguez, Pablo Sultani und Mercedes Lambre                       | 16. Juni 2012    |
| 6   | Candelaria Molfese, Facundo Gambandé, Joaquín Berthold und Martina Stoessel |                  |
| 7   | Florencia Benítez, Joaquín Berthold und Nicolás Garnier                     |                  |
| 8   | Martina Stoessel, Candelaria Molfese und Artur Logunov                      |                  |
| 9   | Violetta-Cast                                                               |                  |
| 10  | Rodrigo Pedreira                                                            |                  |
| 11  | Nicolás Garnier und Samuel Nascimento                                       |                  |
| 12  | Mercedes Lambre, Pablo Espinosa, Florencia Benítez und Mirta Wons           |                  |
| 13  | Clara Alonso, Florencia Benítez, Alfredo Allende und Mirta Wons             |                  |
| 14  | Facundo Gambandé, Alba Rico und Lodovica Comello                            |                  |
| 15  | Martina Stoessel, Diego Ramos, Pablo Espinosa und Jorge Blanco              |                  |
| 16  | Candelaria Molfese, Lodovica Comello, Alba Rico und Rodrigo Pedreira        |                  |
| 17  | Jorge Blanco, Martina Stoessel und Clara Alonso                             |                  |
| 18  | Violetta-Cast                                                               |                  |

| Ep. | Gäste | Erstausstrahlung |
| --- | --- | ---------------- |
| 1   | Martina Stoessel und Mercedes Lambre                                                                           | 3. Mai 2013      |
| 2   | Jorge Blanco, Samuel Nascimento, Nicolás Garnier und Mercedes Lambre                                           | 10. Mai 2013     |
| 3   | Bridgit Mendler, Rock Bones und Martina Stoessel                                                               | 17. Mai 2013     |
| 4   | Mercedes Lambre und Rock Bones                                                                                 | 24. Mai 2013     |
| 5   | Florencia Benítez, Joaquín Berthold und Samuel Nascimento                                                      | 31. Mai 2013     |
| 6   | Valeria Baroni und Rodrigo Pedreira                                                                            |                  |
| 7   | College 11, Pablo Sultani, Rodrigo Pedreira und Ezequiel Rodríguez                                             |                  |
| 8   | Roco, Joaquín Berthold, Ezequiel Rodríguez und Diego Alcalá                                                    |                  |
| 9   | Violetta-Cast                                                                                                  |                  |
| 10  | Lodovica Comello, Xabiani Ponce de León und Hanson                                                             |                  |
| 11  | Alba Rico, Rodrigo Pedreira, Lodovica Comello und Diego Domínguez                                              |                  |
| 12  | Alfredo Allende und Diego Domínguez                                                                            |                  |
| 13  | Maxi Trusso, Clara Alonso, Florencia Benítez und Carla Pandolfi                                                |                  |
| 14  | Candelaria Molfese, Alba Rico und Rock Bones                                                                   |                  |
| 15  | Ruggero Pasquarelli, Facundo Gambandé, Samuel Nascimento und Franco Masini                                     |                  |
| 16  | Miranda! |                  |
| 17  | Jorge Blanco und Valeria Baroni                                                                                |                  |
| 18  | Mercedes Lambre, Clara Alonso, Pablo Sultani, Guido Pennelli, Diego Alcalá, Lucía Pecrul und Lucas Verstraeten |                  |
| 19  | College 11, Rock Bones, Violetta-Cast und Lali Espósito                                                        |                  |

| Ep. | Gäste | Erstausstrahlung |
| --- | --- | ---------------- |
| 1   | College 11 | 5. Mai 2014      |
| 2   | Diego Domínguez und Xabiani Ponce de León | 12. Mai 2014     |
| 3   | Xabiani Ponce de León, Pablo Alborán, College 11, Benjamín Rojas, Santiago Stieben, Nicole Luis, Jorge Blanco, R5, Candelaria Molfese und Lodovica Comello | 19. Mai 2014     |
| 4   | Valeria Baroni, Iván Zavala, Lodovica Comello, Matt Hunter, Debby Ryan und R5                                                                              | 26. Mai 2014     |
| 5   | Lali Espósito, Martín Palermo, Ryduan Palermo, Laura Marano, Nicolás Garnier, Daniel Rodrigo Martins, Nicole Luis und Santiago Stieben                     | 2. Juni 2014     |
| 6   | Valeria Baroni, Lodovica Comello und Facundo Gambandé | 9. Juni 2014     |
| 7   | Matt Hunter und Facundo Gambandé | 16. Juni 2014    |
| 8   | Ruggero Pasquarelli, Laura Marano, Facundo Gambandé, Nicole Luis, Santiago Stieben und Mercedes Lambre                                                     | 7. Juli 2014     |
| 9   | College 11, Ruggero Pasquarelli, Lali Espósito | 13. Oktober 2014 |
| 10  | | 3. November 2014 |